# Монастириське лісництво
Монастириське лісництво» — територіально-виробнича одиниця ДП «Бучацьке лісове господарство» Тернопільського обласного управління лісового та мисливського господарства, підприємство з вирощування лісу, декоративного садивного матеріалу.

## Відомості
Площа лісових насаджень — 3355,0 га, всі розташовані в Монастириському районі.

## Об'єкти природно-заповідного фонду
На території лісництва знаходиться ? об'єктів природно-заповідного фонду: